# Gil Roberts
Gil Roberts (Oklahoma City, 15 marzo 1989) è un velocista statunitense, specializzato nei 400 metri piani.

## Palmarès
| Anno | Manifestazione  | Sede           | Evento      | Risultato  | Prestazione | Note                                     |
| ---- | --------------- | -------------- | ----------- | ---------- | ----------- | ---------------------------------------- |
| 2009 | Mondiali        | Berlino        | 400 m piani | Batteria   | 46"41       |                                          |
| 2012 | Mondiali indoor | Istanbul       | 4×400 m     | Oro        | 3'03"94     | Miglior prestazione personale stagionale |
| 2016 | Giochi olimpici | Rio de Janeiro | 400 m piani | Semifinale | 44"65       | Miglior prestazione personale stagionale |
| 2016 | Giochi olimpici | Rio de Janeiro | 4×400 m     | Oro        | 2'57"30     | Miglior prestazione personale stagionale |
| 2017 | Mondiali        | Londra         | 400 m piani | Semifinale | 44"84       |                                          |
| 2017 | Mondiali        | Londra         | 4×400 m     | Argento    | 2'58"61     |                                          |

## Campionati nazionali
- 1 volta campione nazionale dei 400 m piani (2014)
- 1 volta campione nazionale indoor dei 400 m piani (2012)